# Grammy Award de la meilleure interprétation vocale féminine de jazz
Le Grammy Award for Best Jazz Vocal Performance, Female (« Grammy Award de la meilleure interprétation vocale féminine de jazz ») est un prix décerné de 1981 à 1991 (sauf en 1985) lors de la cérémonie des Grammy Awards.

## Historique
Avant 1981, il existait une catégorie de genre neutre de la Meilleure interprétation vocale de jazz (Best Jazz Vocal Performance). Le premier récompense spécialement attribuée pour l'interprétation de femmes est décerné à Ella Fitzgerald en 1981 pour l'album A Perfect Match. La catégorie n'est pas modifiée jusqu'en 1985, où elle est fusionnée avec la Meilleure interprétation vocale masculine de jazz (Best Jazz Vocal Performance, Male) dans une catégorie sans distinction entre les hommes et les femmes. Mais l'année suivante la catégorie est rétablie et le prix est de nouveau décerné jusqu'en 1991. En 1992, les deux catégories fusionnent en une catégorie intitulée Meilleure interprétation vocale de jazz (Best Jazz Vocal Performance). Celle-ci est renommée au début de l'année 2001 en Meilleur album vocal de jazz (Best Jazz Vocal Album).
Dans cette catégorie Fitzgerald détient le plus grand nombre de victoires avec quatre récompenses. Diane Schuur est avec deux victoires consécutives la seule autre artiste à recevoir le prix plus d'une fois. Seules des artistes américaines ont reçu ce prix à l'exception de celui obtenu par une chanteuse du Royaume-Uni. Betty Carter et Maxine Sullivan sont celles qui avec trois nominations, ont été le plus nommé sans recevoir de victoire.

## Liste des lauréats
| Année | Artiste         | Album                                          | Nommés et leur album | Lauréats                | Ref.  |
| ----- | --------------- | ---------------------------------------------- | --- | ----------------------- | ----- |
| 1981  | Ella Fitzgerald | A Perfect Match                                | - Betty Carter – The Audience with Betty Carter - Helen Humes – Helen Humes and the Muse All Stars - Helen Merrill – Chasin' the Bird - Sarah Vaughan – The Duke Ellington Songbook, Vol. 1   | Ella Fitzgerald         |       |
| 1982  | Ella Fitzgerald | Digital III at Montreux                        | - Ernestine Anderson – Never Make Your Move Too Soon - Helen Humes – Helen - Etta Jones – Save Your Love for Me - Janet Lawson – The Janet Lawson Quintet                                     | Ella Fitzgerald en 1946 |       |
| 1983  | Sarah Vaughan   | Gershwin Live!                                 | - Ella Fitzgerald – A Classy Pair - Chaka Khan – Echoes of an Era - Cleo Laine – Smilin' Through - Maxine Sullivan – Maxine Sullivan with the Ike Isaacs Quartet                              | Sarah Vaughan en 1946   |       |
| 1984  | Ella Fitzgerald | The Best Is Yet to Come                        | - Ernestine Anderson – Big City - Betty Carter – Whatever Happened to Love? - Sue Raney – Sue Raney Sings the Music of Johnny Mandel - Sarah Vaughan – Crazy and Mixed Up                     | Ella Fitzgerald en 1968 |       |
| 1985  | —               | —                                              | — | —                       |       |
| 1986  | Cleo Laine      | Cleo at Carnegie: The 10th Anniversary Concert | - Cheryl Bentyne – Meet Benny Bailey - Tania Maria – Made in New York - Flora Purim – 20 Years Blue - Janis Siegel – Sing Joy Spring - Maxine Sullivan – The Great Songs from the Cotton Club | Cleo Laine              | [ 1 ] |
| 1987  | Diane Schuur    | Timeless                                       | - Etta James – Blues in the Night, Volume 1: The Early Show - Flora Purim – "Esquinas" - Sue Raney – Flight of Fancy - Maxine Sullivan – Uptown                                               | Diane Schuur            | [ 2 ] |
| 1988  | Diane Schuur    | Diane Schuur & the Count Basie Orchestra       | - Ella Fitzgerald – Easy Living - Carmen McRae – Any Old Time - Janis Siegel – At Home - Sarah Vaughan – Brazilian Romance                                                                    |                         | [ 3 ] |
| 1989  | Betty Carter    | Look What I Got!                               | - Lena Horne – The Men in My Life - Rickie Lee Jones – Autumn Leaves - Peggy Lee – Miss Peggy Lee Sings the Blues - Carmen McRae – Fine and Mellow                                            | Betty Carter en 1986    |       |
| 1990  | Ruth Brown      | Blues on Broadway                              | - Dee Dee Bridgewater – Live in Paris - Anita O'Day – In a Mellow Tone - Diane Schuur – The Christmas Song - Janis Siegel – Short Stories                                                     | Ruth Brown en 2005      | [ 4 ] |
| 1991  | Ella Fitzgerald | All That Jazz                                  | - Betty Carter – Droppin' Things - Peggy Lee – The Peggy Lee Songbook: There'll Be Another Spring - Carmen McRae – Carmen Sings Monk - Dianne Reeves – I Got It Bad and Ain't That Good       | Ella Fitzgerald         | [ 5 ] |